# Samsung Galaxy J3 (2017)
O Samsung Galaxy J3 (2017) (também conhecido como Galaxy J3 Pro) é um smartphone Android fabricado pela Samsung Electronics, lançado em junho de 2017.

## Especificações

### Hardware
O Galaxy J3 (2017) é alimentado por um SoC Exynos 7570 que inclui uma CPU quad-core de 1,4 GHz ARM Cortex-A53, uma GPU ARM Mali-T720MP2 com 1,5 (AT&T) ou 2 GB de RAM e 16 GB de armazenamento interno que pode ser aumentado até 256 GB através de cartão microSD.
Tem um ecrã TFT de 5,0 polegadas LCD com resolução HD Ready. A câmara traseira de 13 MP tem uma abertura de f/1,9, autofocus, Flash LED, HDR e vídeo Full HD. A câmara frontal é de 5 MP, também com uma abertura de f/2.2.

### Software
O J3 (2017) foi originalmente lançado com o Android 7.0 “Nougat” e a interface de utilizador Samsung Experience. Uma atualização para 8.0 “Oreo” foi disponibilizada em agosto de 2018. A partir de agosto de 2019, a versão mais recente 9.0 “Pie”, incluindo One UI, ficou disponível.